# Afrika-Meisterschaften im Straßenradsport 2010
Die 6. Afrika-Meisterschaften im Straßenradsport wurden vom 10. bis 14. November 2010 in Kigali, der Hauptstadt von Ruanda, ausgetragen.

## Resultate

### Männer
| Disziplin             | Platz | Land      | Athlet                                                            |
| --------------------- | ----- | --------- | ----------------------------------------------------------------- |
| Straßenrennen         | 1     | Eritrea   | Daniel Teklehaimanot                                              |
|                       | 2     | Eritrea   | Meron Russom                                                      |
|                       | 3     | Namibia   | Dan Craven                                                        |
| Einzelzeitfahren      | 1     | Eritrea   | Daniel Teklehaimanot                                              |
|                       | 2     | Äthiopien | Reinardt Janse van Rensburg                                       |
|                       | 3     | Algerien  | Ezzedine Agab                                                     |
| Mannschaftszeitfahren | 1     | Eritrea   | Daniel Teklehaimanot Meron Russom Tesfai Teklit Frekalski Debesay |
|                       | 2     | Südafrika | Reinardt Janse van Rensburg Luthando Kaka Jason Bakke             |
|                       | 3     | Äthiopien | Msgena Kindeya Bitew Solomon Goton Mebrahtu                       |

### Frauen
| Disziplin        | Platz | Land      | Athlet            |  |
| ---------------- | ----- | --------- | ----------------- |  |
| Straßenrennen    | 1     | Südafrika | Lylanie Laurens   |  |
|                  | 2     | Südafrika | Lise Olivier      |  |
|                  | 3     | Mauritius | Aurélie Halbwachs |  |
| Einzelzeitfahren | 1     | Südafrika | Lylanie Lauwrens  |  |
|                  | 2     | Mauritius | Aurélie Halbwachs |  |
|                  | 3     | Südafrika | Lizanne Naude     |  |